# Joachim Björklund
Joachim Björklund (Växjö, 15 de março de 1971) é um ex-futebolista sueco que atuava como defensor.

## Carreira
Magnus Johansson representou a Seleção Sueca de Futebol nas Olimpíadas de 1992. e atuou pela seleção de seu país na Copa do Mundo de 1994.